# Reakce Česka na ruskou invazi na Ukrajinu

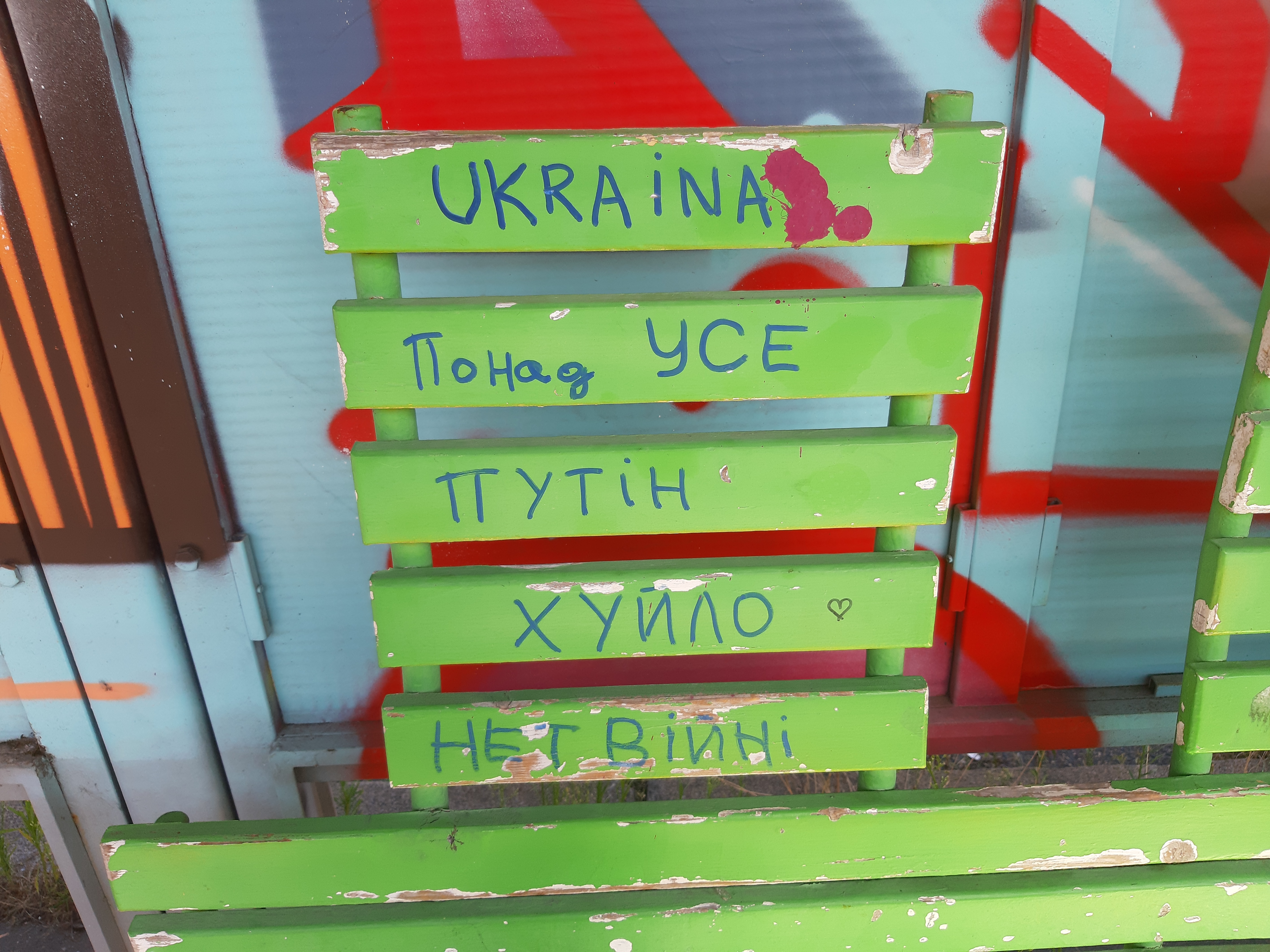
Protiputinovské graffiti – fotografie z autobusového nádraží v Pražských Holešovicích

Dne 24. února 2022 Rusko zahájilo invazi na Ukrajinu. Vrcholná politická reprezentace České republiky útok odsoudila a vláda omezila diplomatické vztahy s Ruskem. Zasazovala se také o maximální zpřísnění ekonomických sankcí vůči Rusku i Bělorusku na evropské úrovni, pracovala na jejich realizaci na národní úrovni. Uzavřela český vzdušný prostor ruským letadlům, zahájila dodávky vojenské techniky a materiálu pro ukrajinskou armádu. Vláda i charitativní organizace a další subjekty zahájily také humanitární pomoc obyvatelům Ukrajiny. Česko se stalo jednou ze zemí, do které po zahájení invaze mířily toky válečných uprchlíků, a české úřady a další subjekty začaly zajišťovat jejich administrativní přijetí, ubytování, zdravotní a sociální služby, zapojení do pracovního trhu, vzdělávání dětí apod.

## Reakce

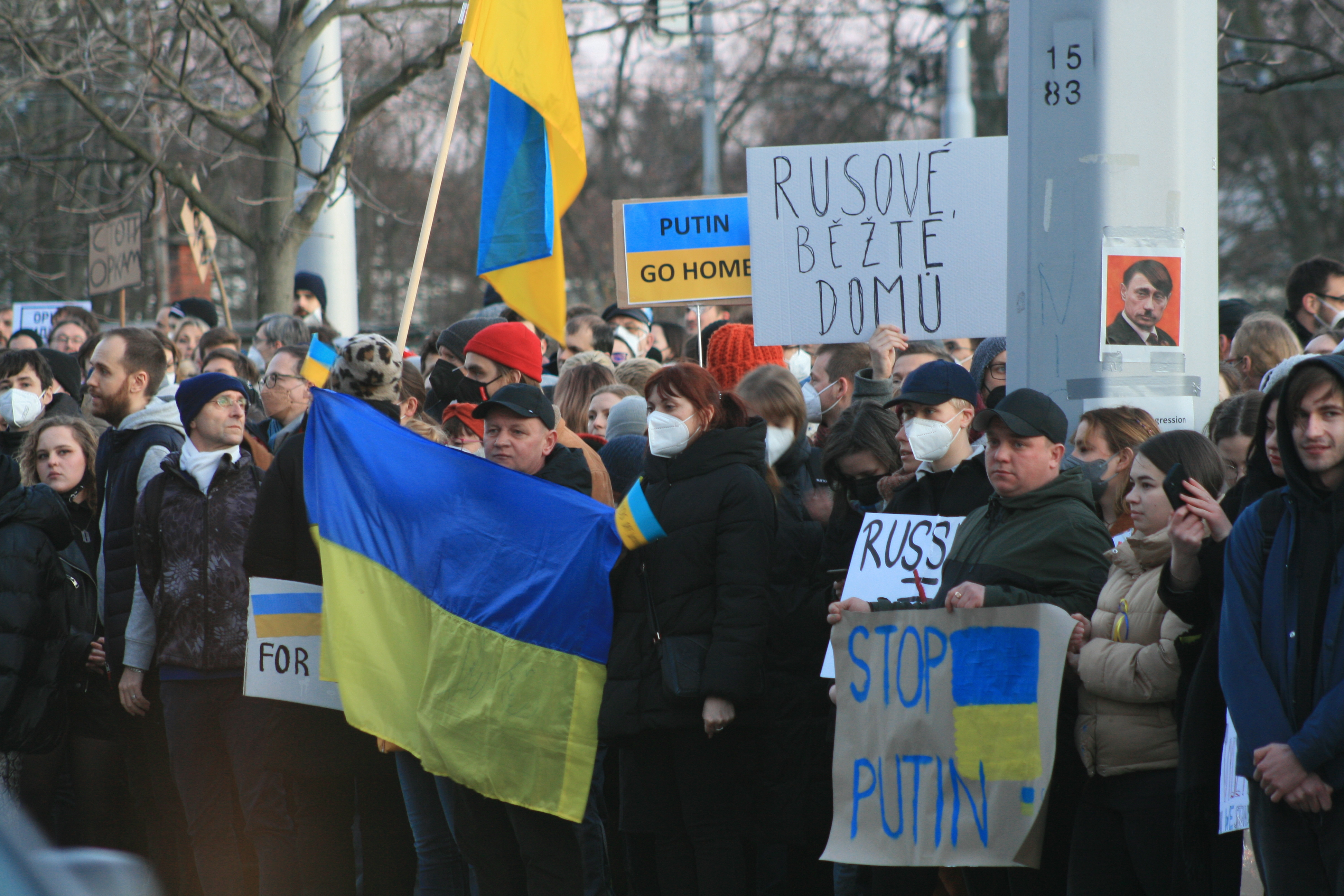
Protest proti invazi a na podporu Ukrajiny před zrušeným ruským konzulátem v Brně 25. února 2022

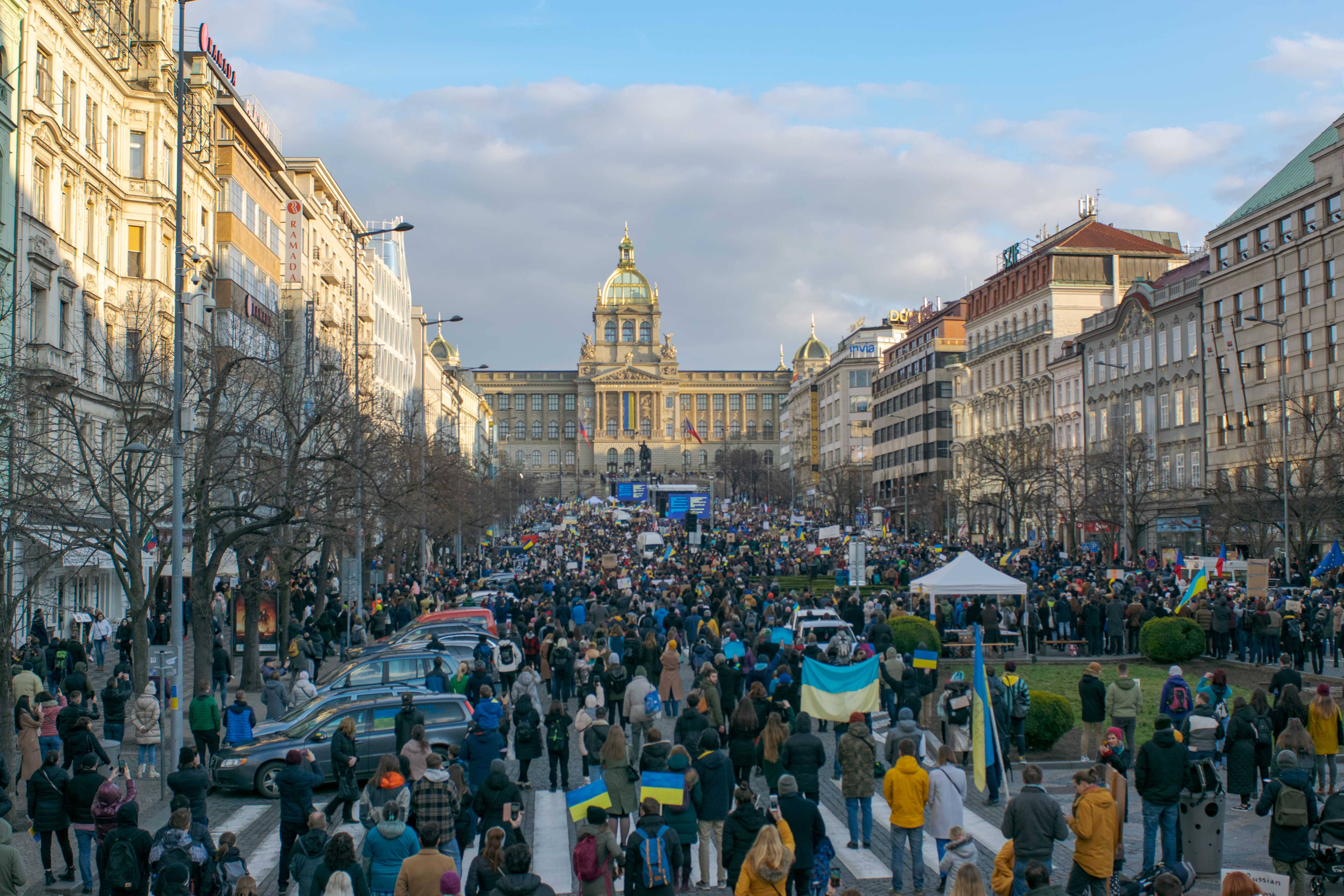
Demonstrace na podporu Ukrajiny, Václavské náměstí v Praze, 27. února 2022

Politici v čele s prezidentem Milošem Zemanem a předsedou vlády Petrem Fialou útok odsoudili a zasadili se o zpřísnění sankcí proti Rusku. V reakci na ruský útok zasedla Bezpečnostní rada státu. Vláda odvolala souhlas s činností ruských konzulátů v Brně a Karlových Varech a přerušila činnost českých konzulátů v Petrohradu a Jekatěrinburgu. Česká republika rovněž pozastavila příjem vízových žádostí ruských občanů s výjimkou humanitárních případů. Poslanecká sněmovna jednomyslně přijala usnesení, v němž odsoudila ruskou invazi a podpořila svrchovanost Ukrajiny. Předseda Ústavního soudu Pavel Rychetský navrhl, aby byl na ruského prezidenta Vladimira Putina vydán evropský zatykač. Uvedl, že Putin by měl být souzen u Mezinárodního trestního soudu za „bezprecedentní rozpoutání války na evropském kontinentu poprvé od druhé světové války“. Předseda Národní sportovní agentury Filip Neusser vyzval k vyloučení ruských sportovců z mezinárodních soutěží a šampionátů. Zároveň navrhl, aby Rusku bylo odebráno pořadatelství všech mezinárodních sportovních akcí.
Čeští vývojáři softwaru nechtějí pracovat pro firmy s ruským kapitálem. V IT komunitě vznikla iniciativa, která slibuje přispět částkou 50 tisíc korun na konto pro podporu obětí ruské války prostřednictvím nadace Člověk v tísni za každého jednoho vývojáře, který se rozhodne změnit působiště. Své pobočky uzavřela ruská Sberbank, kde lidé hromadně vybírali své úspory. Bojkot banky ohlásily i některé firmy nebo samosprávy. Peníze z účtů Sberbank stahuje např. Jihočeský kraj.
Vláda České republiky oznámila, že s platností od půlnoci 26. února až do odvolání znemožňuje ruským leteckým dopravcům přistávat na letištích v zemi. K podobnému kroku přistoupilo před Českem i Polsko, které pro ruské letecké dopravce uzavřelo vzdušný prostor zcela. O den později v reakci na ruský protikrok a uzavření ruského vzdušného prostoru pro česká letadla byl vzdušný prostor nad Českem pro ruská letadla rovněž uzavřen zcela. Česká republika pozastavila příjem vízových žádostí ruských občanů na všech zastupitelských úřadech s výjimkou humanitárních případů. Česko též odvolalo souhlas s provozem generálních konzulátů Ruska v Karlových Varech a Brně a pozastavuje provoz českých generálních konzulátů v Petrohradě a Jekatěrinburgu. Ruští diplomaté z obou konzulátů musejí opustit Českou republiku do 12. března. Pokud tak neučiní, ztratí postavení diplomatů.
Na úrovni EU se Česko zasazovalo za maximální možnou míru sankcí, včetně vyřazení Ruska ze systému SWIFT, a usiluje o další snížení ruské zpravodajské přítomnosti na území EU.
Správce domény .cz, sdružení CZ.NIC, zablokoval vybrané dezinformační weby z důvodu ohrožení národní bezpečnosti. Národní centrum kybernetických operací při Vojenském zpravodajství (NCKO) žádalo blokaci celkem 22 webů přímo ze strany poskytovatelů internetového připojení (ISP) a dalších členů sdružených v peeringovém uzlu NIX.

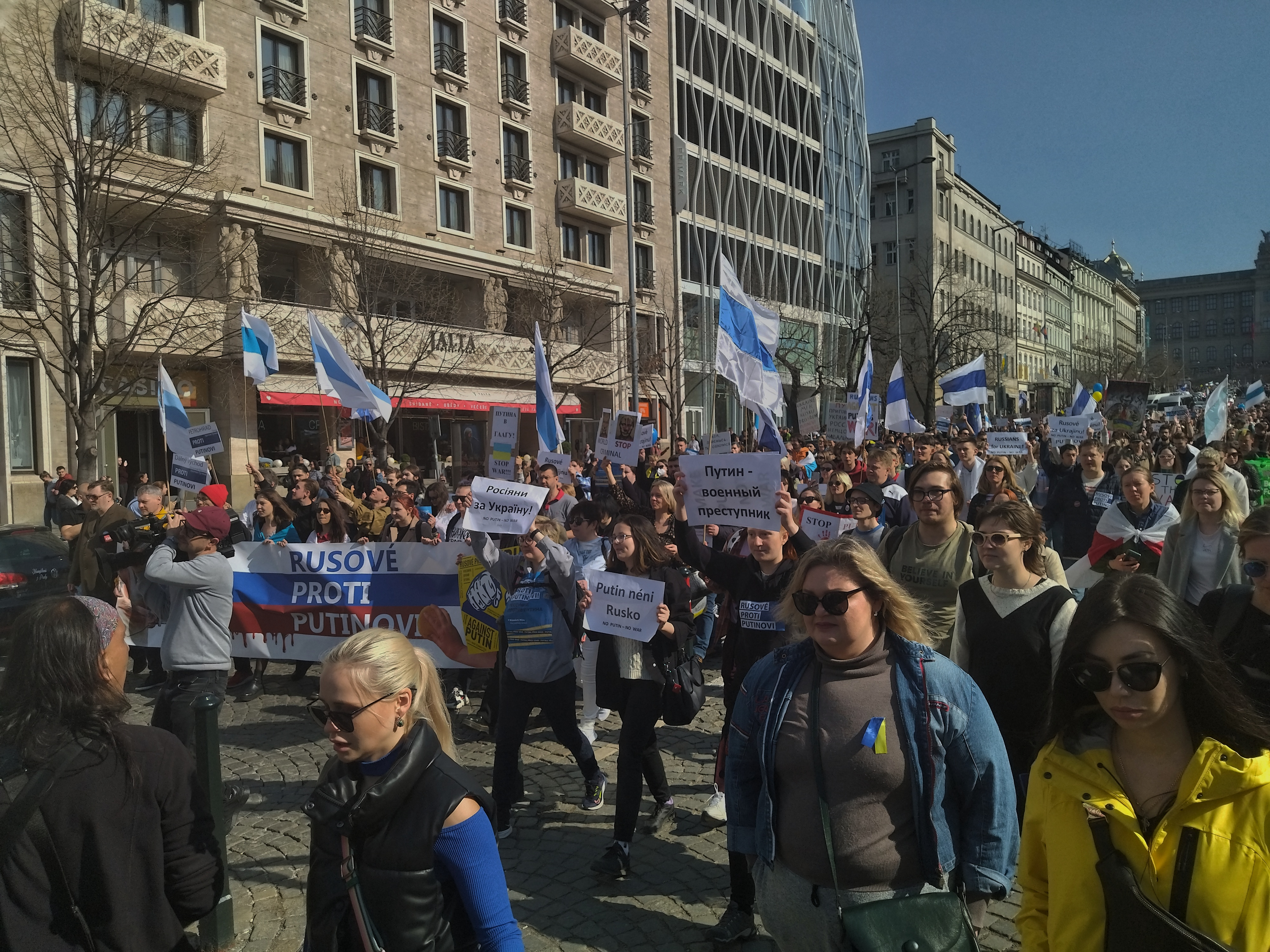
Demonstrace Rusů žijících v České republice proti ruské invazi na Ukrajinu, Václavské náměstí v Praze, 27. března 2022

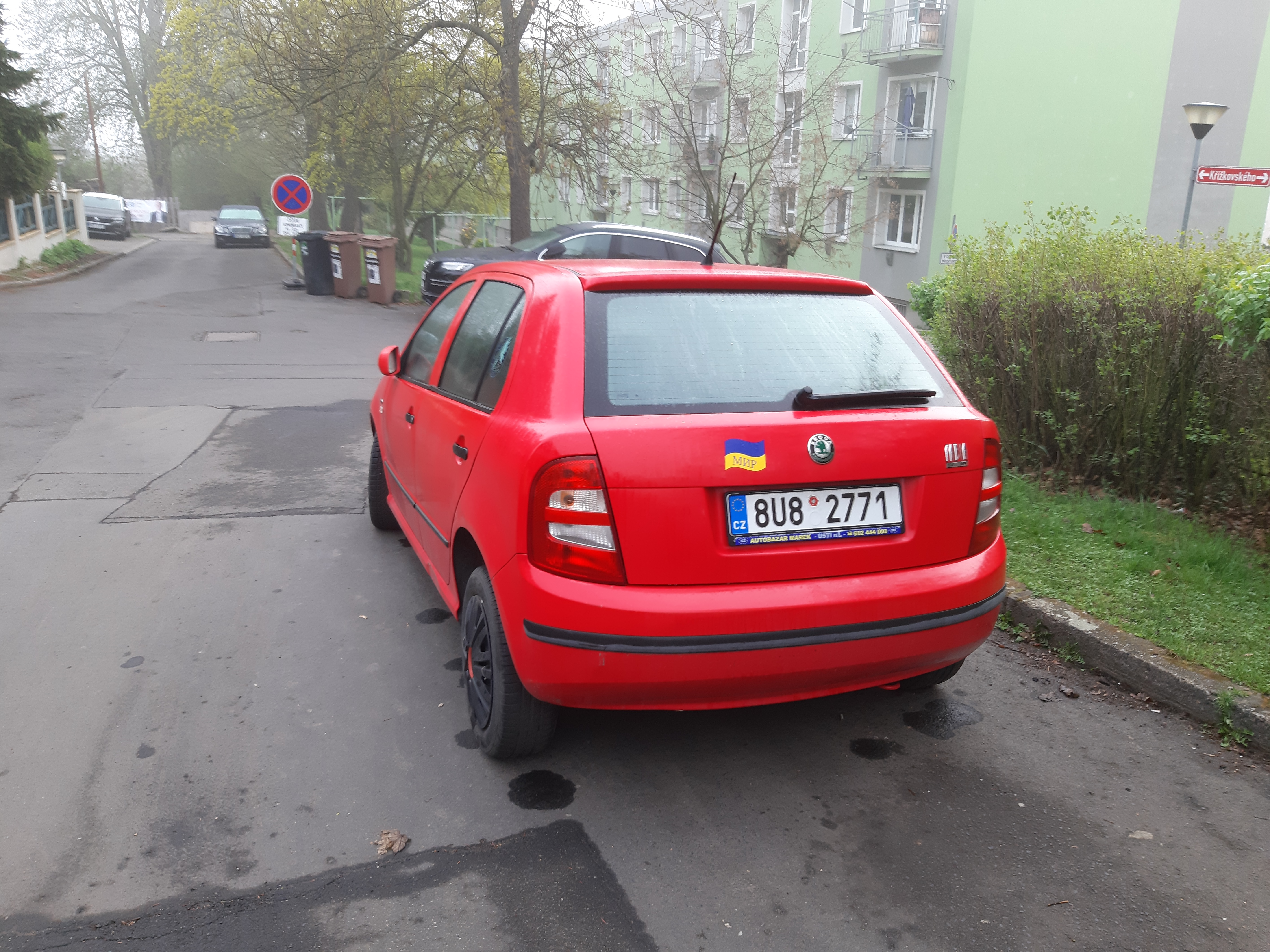
Někteří řidiči si začali na auta lepit podobné vlaječky, coby vyjádření sounáležitosti s Ukrajinou

Nejvyšší státní zástupce Igor Stříž varoval, že vyjádření podpory ruskému útoku na Ukrajinu by mohlo naplňovat paragrafy trestných činů „schvalování trestného činu“, případně „trestný čin popírání, zpochybňování, schvalování a ospravedlňování genocidy“.
Osm bývalých politiků a signatářů Charty 77, včetně někdejšího předsedy vlády a Senátu Petra Pitharta, označilo Miloše Zemana za jeho dlouholetou podporu „putinovské diktatury“ v Rusku a jejích lží vůči Česku a jejím spojencům za spoluviníka nevyprovokované agrese a utrpení miliónů Ukrajinců a vyzvalo ho, aby se omluvil a abdikoval.
Výrobce zabezpečovacích zařízení Jablotron zablokoval datové služby pro uživatele v Rusku a Bělorusku a sám přiznal, že tím porušuje obchodní právo. Své zákazníky vyzval: „Zapneme je okamžitě každému z Vás, když se nechá vyfotografovat zahraničním novinářem na náměstí Vašeho města s transparentem proti válce na Ukrajině.“
Česká vláda zahájila inventuru tuzemského ruského majetku a sestavuje seznam firem, které mají minimálně jednoho konečného vlastníka v Rusku nebo Bělorusku. Cílem je zmapovat movitý i nemovitý majetek, který by měl být předmětem dalších sankcí, jako je odříznutí firmy od peněz z veřejných rozpočtů a investičních pobídek, případně zmrazení či zabavování části majetku. Na aktuální soupisce figuruje 12 565 firem, jež mají minimálně jednoho skutečného majitele v Rusku. Finanční analytický úřad (FAÚ) již informoval o snaze Rusů přesunout do Česka kapitál a upozornil na zvýšený příliv zahraničních plateb z Ruska nejčastěji v měně EUR.
Předseda České biskupské konference a zároveň olomoucký arcibiskup Jan Graubner adresoval dne 3. března otevřený list pravoslavnému moskevskému patriarchovi Kirillovi, v němž jej vyzval, aby se zasadil o okamžité ukončení válečného konfliktu, jenž „je v přímém rozporu s naší vírou, která hlásá, že máme stejnou důstojnost, že jsme bratři a sestry a že jsme bližní“.
Dne 16. března premiér Petr Fiala společně s polským premiérem Mateuszem Morawieckim, vicepremiérem Jaroslawem Kaczyńskim a slovinským premiérem Janezem Janšou navštívil částečně obležený Kyjev. Setkali se s ukrajinským prezidentem Zelenským a premiérem Šmyhalem, při čemž Ukrajině vyjádřili jednoznačnou podporu. Zároveň během návštěvy představili široký balíček podpory Ukrajině a jejím občanům.
Česká vláda navýšila rozpočet Ministerstva školství o částku 5,2 miliardy korun, která bude použita na začlenění ukrajinských dětí do škol. Budou zřízeny adaptační skupiny pro mateřské a základní školy a kurzy češtiny pro školáky i ukrajinské učitele. Ke 30. březnu je v ČR registrováno 125.000 ukrajinských uprchlíků ve věku od tří do 18 let, kteří mají povinnost přihlásit se do 90 dnů k povinné školní docházce.

## Vojenská pomoc Ukrajině

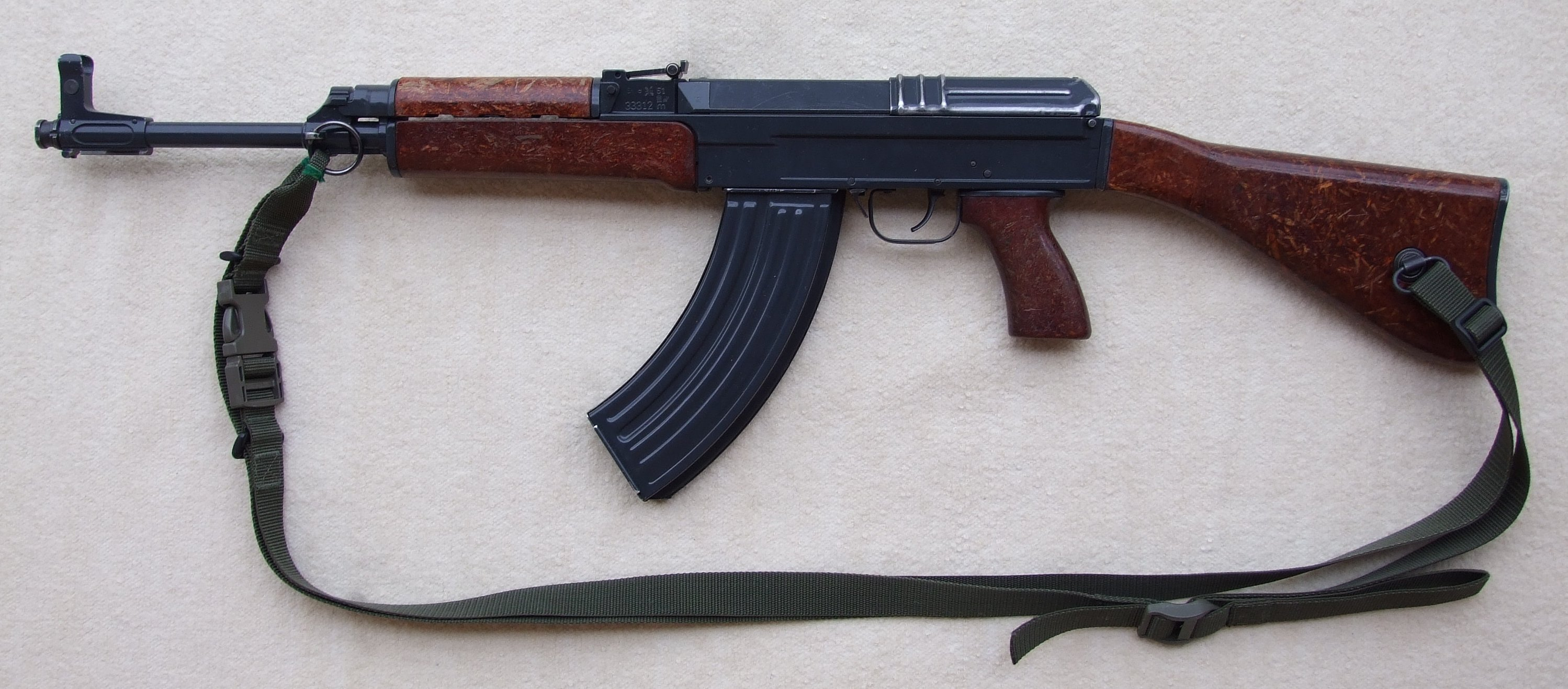
Útočná puška Samopal vzor 58

Ještě před invazí oznámilo Ministerstvo obrany České republiky, že Ukrajině daruje 4006 dělostřeleckých granátů ráže 152 mm. Původně si měla přepravu těchto granátů zajistit ukrajinská strana, po zahájení invaze ze strany Ruska však došlo ke změně a munice byla dopravena českou stranou na Ukrajinu spolu s další vojenskou pomocí z 26. února.
26. února vláda schválila materiální pomoc pro Ukrajinu. Ministryně obrany Jana Černochová potvrdila, že na Ukrajinu budou odeslány zbraně a munice v hodnotě 188 milionů korun: 30 150 pistolí vz. 82, 5000 útočných pušek vz. 58, 2085 samopalů vz. 61, 3200 kulometů vz. 59 a 31 odstřelovacích pušek (12 Dragunovů a 19 Falconů). Dále také přes 3,5 milionu nábojů ráže 7,62 mm.
Česká vláda na mimořádném zasedání dne 27. února rozhodla o další vojenské pomoci Ukrajině. Jedná se o výzbroj v ceně 400 milionů korun sestavenou podle ukrajinských požadavků a nejde o lehké ruční zbraně. Dle serveru Aktuálně.cz mělo být součástí této dodávky 10 přenosných protiletadlových odpalovačů 9K32 Strela-2 s municí čítající 160 střel.
České zbrojařské podniky jsou schopné poslat Ukrajině desítky kusů těžké techniky, kterou opravovaly pro jiné zákazníky. Jedná se o tanky, bojová vozidla pěchoty, raketomety nebo houfnice sovětské výroby, se kterými mají ukrajinští vojáci zkušenosti. Navíc mohou poskytnout např. ruční protitankové granáty, vše za základní cenu bez ziskové přirážky. Nákup by mohl být částečně uhrazen z veřejné sbírky, kterou organizuje ukrajinské velvyslanectví.
Ukrajinský velvyslanec v Praze Jevhen Perebyjnis 2. března na tiskové konferenci oznámil, že lidé už poslali na sbírkové konto na nákup zbraní pro Ukrajinu 316 milionů korun.
České zbrojařské firmy Česká zbrojovka, Holík International, DSS a Sellier & Bellot darují Ukrajině výzbroj, která zahrnuje stovky kulometů, útočné pušky, samopaly, více než 100 tisíc nábojů a zhruba tisíc taktických rukavic, vše v přepočtu v ceně 17 mil. korun.
V dubnu poslala Česká republika Ukrajině tanky a BVP z 80. let. Výhodou pro Ukrajince je, že s tímto typem techniky mají dobré zkušenosti.
Výše uvedené dodávky vojenského materiálu Ukrajině představují porušení společných pravidel EU pro kontrolu vývozu vojenských technologií a vojenského materiálu L 335/99.[zdroj?] Pravidla uvádí, že členské státy zamítnou udělení licence na vývoz vojenských technologií nebo vojenského materiálu, které by podněcovaly či prodlužovaly ozbrojené konflikty nebo zhoršovaly existující napětí a konflikty v zemi konečného určení.[zdroj?]

## Humanitární pomoc Ukrajině

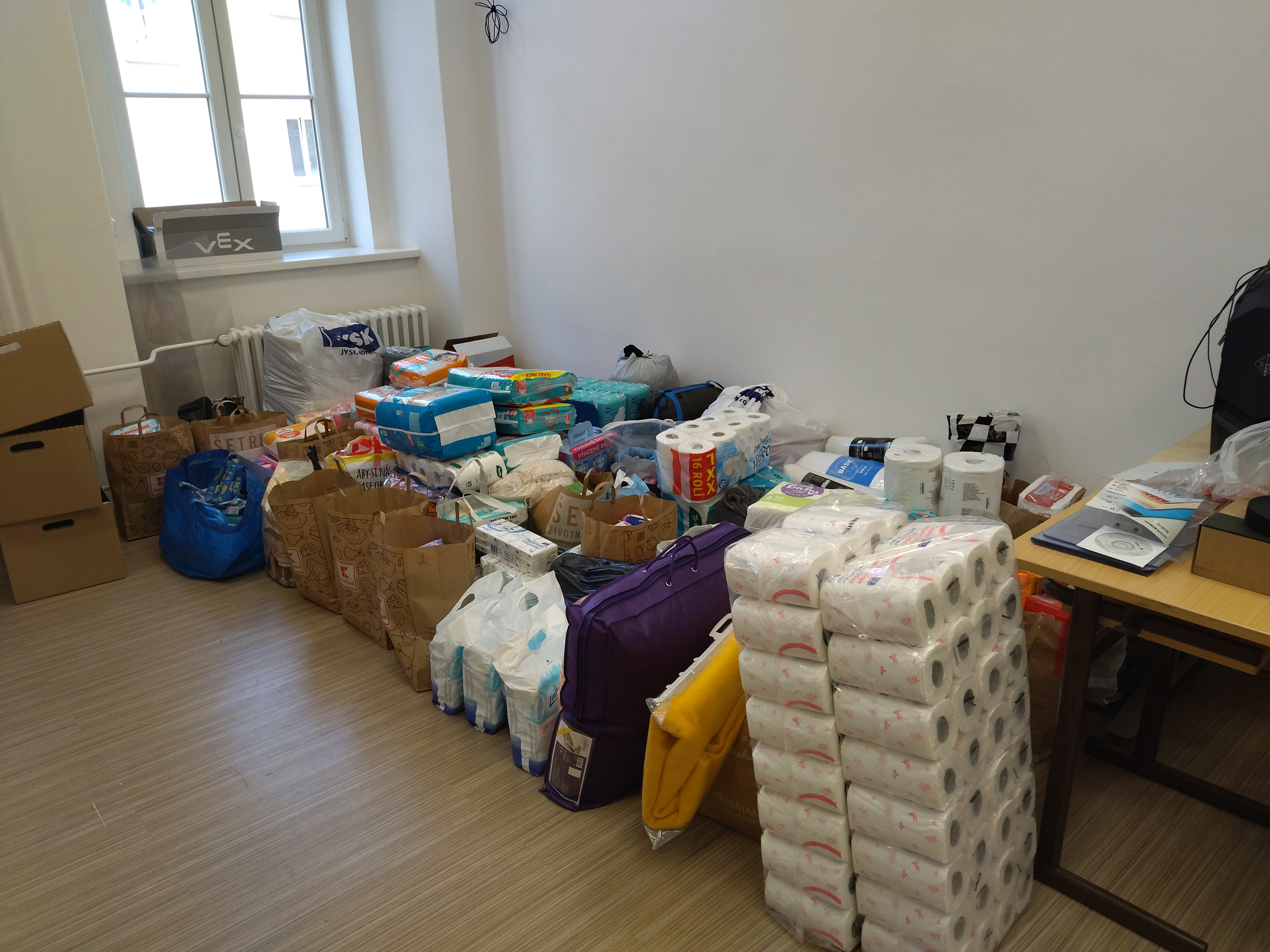
Materiální sbírka humanitární pomoci pro oběti rusko-ukrajinské války na Gymnáziu Kadaň

K 28. únoru humanitární organizace Člověk v tísni dostala finanční dary na pomoc Ukrajině ve výši zhruba 350 milionů korun, Dárcovské fórum Darujme.cz uvádí téměř 170 milionů, Charita ČR vybrala 36 milionů korun, na sbírkové konto organizace ADRA lidé přispěli 18 milionů korun. Přehled většiny bankovních účtů pro zasílání pomoci zveřejnily Novinky.cz.
Prostřednictvím humanitárních organizací zasílají města, nemocnice i občané na Ukrajinu zdravotnický materiál jako obvazy, infuze, kanyly, dlahy, obvazy na popáleniny či léky. Speciální vojenský zdravotní materiál se chystá odeslat ministerstvo obrany. Čeká se na informaci od ukrajinské strany, kolik jednotek krve a krevní plazmy potřebuje. Zásilku pro humanitární konvoj, ve kterém budou strategické zásoby včetně elektrocentrál, připravuje radnice v Olomouci.
Již koncem února ve všech krajích vznikla asistenční centra na pomoc Ukrajincům přicházejícím do Česka (KACPU), která řešila jejich registraci, ubytování, logistiku, humanitární pomoc či dopravu. 
Ministerstvo zároveň zveřejnilo kontaktní telefonní číslo 974 801 802 a webovou stránku nasiukrajinci.cz v češtině i ukrajinštině, kde je možné získat informace o způsobech jak získat materální pomoc, ubytování a podobně. 
Ukrajinci mají povinnost přihlásit se do tří dnů na cizinecké policii a MV jim vydá tzv. „vízum za účelem strpění“, které jim mimo jiné umožní stát se účastníkem systému veřejného zdravotního pojištění s přístupem ke zdravotní péči v plném rozsahu s tím, že pojistné za ně odvádí český stát.
Do Česka v březnu 2022 mířilo denně kolem 5 000 válečných uprchlíků z Ukrajiny, z nichž velkou část tvořily děti. Vláda rozhodla zřídit pro ně síť jednotřídek, kde by se mohly učit ve svém mateřském jazyce. Zároveň chce připravit systém, který by pomohl příchozím Ukrajincům rychle a jednoduše najít zaměstnání. Resort se také chystá vyplácet humanitární dávky.
Podle odhadu Ministerstva vnitra bylo na českém území ke 4. březnu už kolem 50 000 uprchlíků, ale někteří patrně zamířili dál do Německa. Ministr Vít Rakušan zdůraznil, že utečenci mohou na našem území pobývat 90 dní bez víza. Víza jsou udělována zcela zdarma a upozornil na podvodníky, kteří se snaží za zprostředkování víz inkasovat peníze. ČR uznává očkování z Ukrajiny a zařídí urychlené očkování dětí, aby mohly nastoupit do školy.
V Česku se do 7. března na pomoc pro ukrajinské uprchlíky vybrala rekordní částka 1,5 miliardy korun, z toho organizace Člověk v tísni ve sbírce SOS Ukrajina už přes 1,2 miliardy. Další půl miliardu korun shromáždilo ukrajinské velvyslanectví v Praze na zakoupení výzbroje pro ukrajinskou armádu.
Na Ukrajinu proudila humanitární pomoc i z okolních států. Během šesti dnů mezi 2. a 8. březnem tam asi 3 000 kamionů přivezlo 20 000 tun nákladu, který obsahoval potraviny, oblečení, léky a zdravotnické potřeby. Ukrajina vyzvala mezinárodní organizace, včetně Organizace pro bezpečnost a spolupráci v Evropě (OBSE), aby zintenzivnily poskytování humanitární pomoci.

## Mediální služby pro Ukrajince

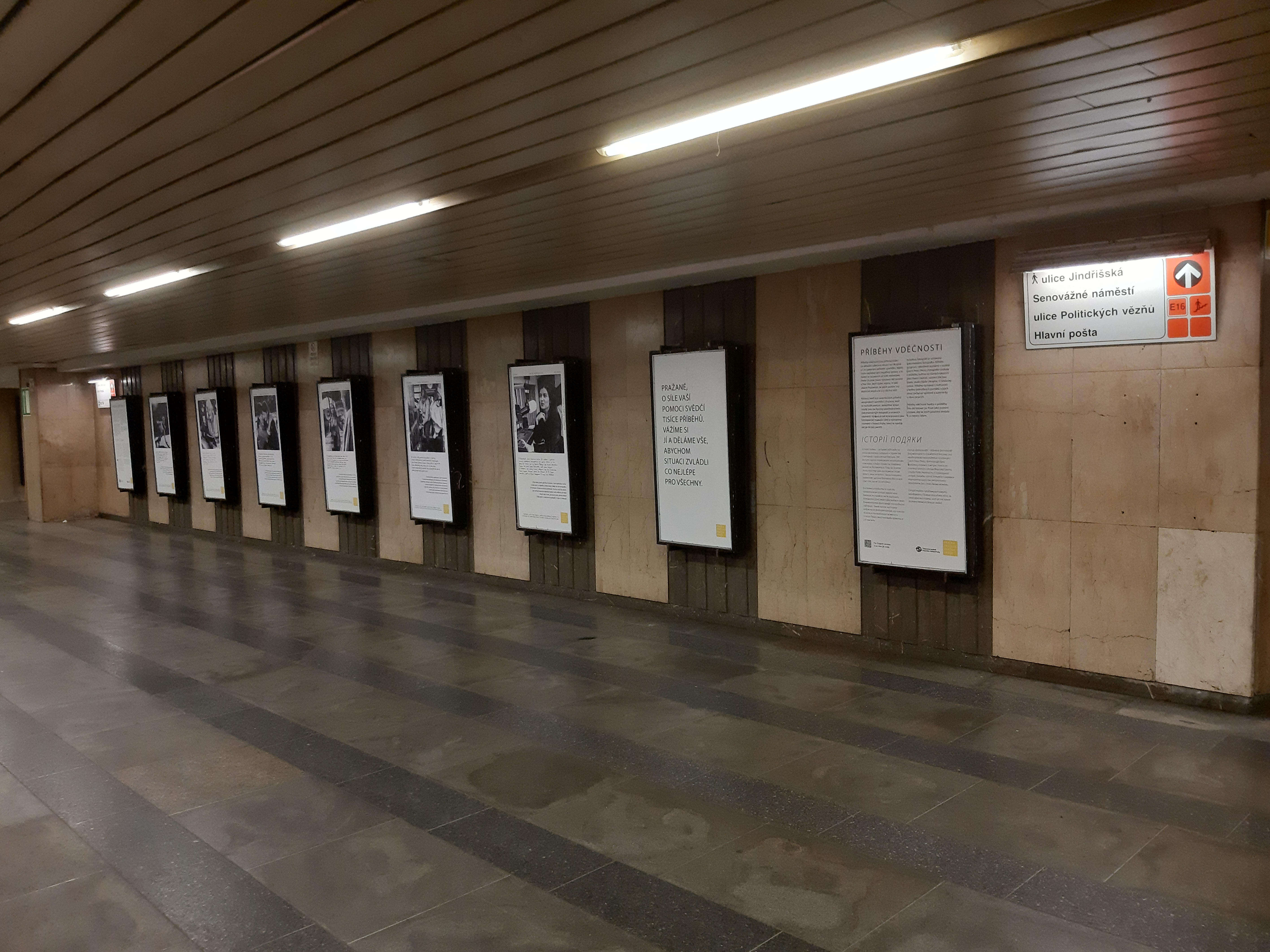
Stanice Pražského metra Můstek – vystavené plakety s tematikou Ukrajinců, kteří po opuštění vlasti začali nový život v ČR.

Živé vysílání v ukrajinštině zahájil Český rozhlas jako internetový stream rozhlasového vysílání ukrajinské veřejnoprávní vysílací společnosti UA:PBC na audioportálu i v mobilní aplikaci mujRozhlas.cz. Radio Prague International, které zajišťuje zahraniční vysílání Českého rozhlasu, spustí podcast s názvem Novinky pro Ukrajince v Česku, který se zaměří na praktické informace pro ukrajinské uprchlíky na našem území.
Vysílání rozhlasové stanice Ukraińskie Radio zařadili do své programové nabídky DAB+ multiplexů tuzemští operátoři. Ukraińskie Radio je v rozhlasových sítích označeno jako Radio-UKRAJINA. Rozhlasová stanice je šířena v mono režimu s datovým tokem 48 kbps a kódováním HE-AAC, verze 1 (v síti COLOR DAB+ 64 kbps, stereo). Zabezpečení ukrajinského okruhu je EEP-1A, resp. 3A. Síť RTI cz obsahuje mimo jiné i Český rozhlas Karlovy Vary, nabídka Teleko digital studia Sever a Hradec Králové, u operátora multiplexu COLOR DAB+ stanice ČRo šířeny nejsou.
Česká televize od soboty 12. března 2022 tlumočí hlavní zpravodajskou relaci Události do ukrajinštiny na webu iVysílání pod záložkou Živé vysílání, a to vždy od 19 hodin. Vysílání s touto zvukovou stopou bude dostupné v hybridním vysílání HbbTV.
Od pátku 4. března je v nabídce Vodafone TV na pozici 159 k dispozici ukrajinská komerční televize 1+1 v mezinárodní verzi. Stanici 1+1 International bude možné manuálně doladit na frekvenci 754 MHz. Slovenská pobočka společnosti UPC klientům zpřístupnila ukrajinské stanice UA.TV a Ukraina 24. K dispozici jsou taktéž v základní nabídce Klasik.

## Další služby pro uprchlíky z Ukrajiny
- Ministerstvo vnitra (HZS) zřídilo pro utečence informační stránku v ukrajinštině, ruštině, angličtině a češtině (www.nasiukrajinci.cz)
- Informace v ukrajinštině jsou dostupné také na webu České televize na stránce Інформація для громадян України в Чехії у зв'язку з російською агресією в Україні
- Lhůta pro registraci byla prodloužena na 30 dní
- Společnost IBM a ukrajinské velvyslanectví v ČR vyvinuly virtuálního asistenta E-konzul, který bude v ukrajinském jazyce poskytovat informace Ukrajincům v České republice. Je přístupný v síti Telegram a bude spuštěn na webových stránkách a facebookovém profilu ambasády.[53]
- Uprchlíci, kteří obdrží víza, získají státní zdravotní pojištění do doby, než začnou pracovat nebo podnikat
- Pražské fakultní nemocnice otevřely ambulance vyhrazené pro ukrajinské uprchlíky, takzvané UA pointy
- Ministerstvo zdravotnictví zřídilo Rozcestník pomoci pro ukrajinské pacienty s chronickým onemocněním či zdravotním postižením
- Telefonní operátoři poskytují SIM karty zdarma
- Řidičské průkazy uprchlíků z Ukrajiny platí i v Česku. Vyměnit si je budou muset až v případě pobytu delšího než jeden rok
- Dočasně mohou používat svá auta i bez registrace
- Zřízení účtů u bank zdarma
- Dávka humanitární pomoci ve výši 5 000 Kč je vyplácena od 21. března
- Nárok na dávky sociální pomoci v následujících pěti měsících, vyplácejí Úřady práce
- Domácnosti, které ubytují uprchlíky mají nárok na státní příspěvek
- Volný vstup na trh práce jako mají cizinci se stálým pobytem v ČR (není třeba žádat o pracovní povolení)
- Rodiče mohou děti umístit do dětských skupin nebo mateřských škol
- Větší děti se do konce školního roku mohou účastnit výuky na českých základních i středních školách, mladí lidé na vyšší odborných školách[54]
- Byla vytvořena Umapa – ukáže školky a školy přijímající ukrajinské děti, klíčové úřady, ukrajinsky mluvící lékaře nebo překladatele, poradny a centra právní, materiální a psychologické pomoci[55]
- Skupina lingvistů z Institutu formální a aplikované lingvistiky (ÚFAL) pražské Matematicko-fyzikální fakulty UK vytvořila automatický překladač mezi češtinou a ukrajinštinou
- Městská knihovna v Praze pořádá Ukrajinské setkávání pro maminky s dětmi.

## Ruské majetky v Česku
Finančně analytický útvar Ministerstva financí ČR, (FAÚ) zahájil evidenci ruského majetku na území ČR podle evropského sankčního seznamu. Zmrazení majetku je možné přímo u daného subjektu (většinou bank), nebo sankcionovaný majetek přechází do správy FAÚ. Do inventury majetku ruských subjektů v Česku je zapojeno několik ministerstev (kromě financí i vnitro a doprava) i soukromé firmy, které nabídly pomoc s analýzou dat. Prvním cílem je odříznout ruské (a také běloruské) firmy od peněz z veřejných rozpočtů, ale vláda počítá i se změnou zákonů, které by umožnily zmrazení či zabavování části majetku. Na soupisce ministerstev figuruje 12 565 firem, které mají minimálně jednoho skutečného majitele v Rusku.
Vyváděním ruských veřejných prostředků na soukromé účty v evropských bankách se zabývá projekt Ruská pračka značky Troika českého Centra pro investigativní žurnalistiku Investigace.cz, které spolupracuje s Mezinárodním konsorciem investigativních novinářů. Veřejné peníze byly z Ruska vyváděny až do útoku na Ukrajinu a zavedení západních sankcí prostřednictvím účelově předražených státních zakázek, daňových podvodů nebo plateb za fiktivní služby. Česká republika hraje v tomto schématu obvykle roli tranzitní země a špinavé peníze končí na účtech zahraničních offshorových firem. Přímé investice pocházející z Ruska se týkaly většinou koupě nemovitostí a luxusního zboží nebo zakládání skořápkových firem, které nevyvíjejí žádnou činnost. FAÚ může zasáhnout pouze v případě, kdy podezřelé transakce dokáže ztotožnit s konkrétní trestnou činností.
Konkrétní osobou, která využívala velmi komplikovanou strukturu firem v offshoreových destinacích a některé peníze následně posílala do Česka je bratranec Vladimira Putina, který se jmenuje Igor Putin. Ten zastává velmi vlivné pozice v managementu v bankách a slouží jako rodinný bankéř. Peníze, které protekly přes tyto offshoreové firmy, skončily na účtech Strany Práv Občanů – Zemanovců a byly použity na předvolební kampaň Miloše Zemana.
Za tajného správce Putinova majetku je považován ruský oligarcha Sergej Roldugin. Rolduginovy firmy jsou prostřednictvím švýcarského právníka Fabia Delca propojené s firmami, které sponzorují Miloše Zemana a Stranu Práv Občanů (Zemanovce). Více než polovina všech darů pro Stranu Práv Občanů (Zemanovce) pochází od zaměstnanců provázané skupiny firem. Na Delcově účtu skončilo také 300 mil. korun z prodeje solárních elektráren na severu Čech.
V České republice je Delco prostřednictvím lichtenštejnské firmy Norwalk Holding spoluvlastníkem společnosti Stegenato, která je spojena se jménem podnikatele a Zemanova sponzora Michala Pechana. Delco řídí i švýcarskou firmu Waren Partners Ventures, která spravuje dalšího sponzora SPO – Adamovské strojírny (a podřízené firmy Adast a Benepro). Firma Adast systems je vedena na podnikatele Martina Svobodu, který zaměstnává např. Martina Nejedlého. Obě větve propojuje ostravský právník Daniel Tomíček a zakladatel několika firem, sponzorujících SPO, zaměstnanec brněnské advokátní kanceláře Daniel Janda.
Koncem roku 2024 byl Fabio Delco zařazen na sankční seznam v USA kvůli praní ruských peněz.

## Český sankční seznam
Český sankční seznam obsahuje tato jména
- patriarcha Kirill
- Felix Jevtušenko
- Rostislav Zorikov
- Olga Zorikova
- Zviad Charazišvili
- Mirza Kezevadze
- Važa Siradze
- Natalia Sudlianková
- Alexej Šavrov

Dále ČT24 zmiňuje ruský Podnik pro správu majetku v zahraničí Goszagransobstvennosť a mediální platforma Voice of Europe.
Zařazení na sankční seznam znamená pro dané osoby zákaz vstupu a pobytu v Česku, znemožnění jakýchkoli finančních operací přes tuzemské subjekty nebo zmrazení případného majetku v zemi, které má na starosti Finanční analytický úřad.

## Královecký kraj
Koncem září 2022 vznikl satirický koncept připojení Kaliningradské oblasti k Česku jako Královecký kraj, který si získal výraznou mediální pozornost a stal se memem.